# Kuorinki
Kuorinki eller Kuarinkijärvi är en sjö i Finland. Den ligger i kommunen Kuusamo i landskapet Norra Österbotten, i den nordöstra delen av landet, 700 km norr om huvudstaden Helsingfors. Kuorinki ligger 259,1 meter över havet. Den är 9,71 meter djup. Arean är 1,16 kvadratkilometer och strandlinjen är 5,46 kilometer lång. Sjön  ingår i Kems huvudavrinningsområde. 